# Sarvandeh
Sarvandeh (persiska: سرونده, سروند, النبی) är en ort i Iran.   Den ligger i provinsen Kerman, i den sydöstra delen av landet, 1 000 km sydost om huvudstaden Teheran. Sarvandeh ligger 883 meter över havet och antalet invånare är 832.
Terrängen runt Sarvandeh är platt åt nordost, men åt sydväst är den kuperad. Runt Sarvandeh är det glesbefolkat, med 14 invånare per kvadratkilometer. Närmaste större samhälle är Ḩoseynābād-e Posht-e Rūd, 19,3 km nordost om Sarvandeh. Trakten runt Sarvandeh är ofruktbar med lite eller ingen växtlighet.